# Fantcha
Fantcha, de son vrai nom Francelina Durão Almeida, est une chanteuse de musique traditionnelle capverdienne : morna et coladeira. 

## Biographie
Fantcha naît à Mindelo, au Cap-Vert, au sein d'une famille passionnée de musique. Elle chante dès sa plus jeune enfance avec ses deux frères qui l'accompagnent à la guitare et au cavaquinho (sorte d'ukulélé brésilien). À 10 ans, elle fait ses débuts dans le groupe carnavalesque Flores de Mindelo, dirigé par Gregorio Gonçalves, connu sous le nom de Ti Goy. 
Celui-ci la présente en 1979 à Cesária Évora, avec qui elle se lie d'amitié, et qui va plus tard faciliter le développement de sa carrière hors des îles natales : « Vivre de la musique n'est pas possible au Cap-Vert »,. 
En 1988, année où Cesária Évora enregistre l'album qui va changer son destin, Fantcha enregistre à Lisbonne son premier album, Boa Viagem, grâce au chanteur et producteur capverdien Bana établi au Portugal. La même année, invitée par la communauté capverdienne du Massachusetts, Fantcha part aux États-Unis pour une série de concerts, en compagnie de Cesária Évora. Elle décide de s'y fixer et vit encore aujourd'hui à New York. 
D'autres disques suivent: Criolinha en 1997, puis Viva Mindelo en 2001, tous deux produits par le label Lusafrica. Elle participe également à la fin des années 1990 et début des années 2000 à des concerts organisés à Paris, qui rencontrent un vif succès grâce à l'engouement créé autour de la musique du Cap-Vert et plus généralement de la world music,,. 
En 2009, après une longue absence, Fantcha enregistre Amor, Mar e Música, un album en forme d'hommage à son frère plongeur victime d'un accident fatal en mer. 
En 2017, elle revient avec un nouvel album intitulé Nôs Caminhada, en hommage cette fois à Cesária Évora, disparue cinq ans plus tôt.

## Discographie
- Boa Viagem, (1988) [2],[1]
- Criolinha (Lusafrica, 1997)[1],[6]
- Viva Mindelo (Lusafrica, 2001)[1]
- Amor Mar e Musica, (RB Records, 2009)[7]
- Nôs Caminhada (RAJ'D, 2016)